# Ladies Tour of Norway 2021
Il Ladies Tour of Norway 2021, settima edizione della corsa e valevole come dodicesima prova dell'UCI Women's World Tour 2021 categoria 2.WWT, si svolse in quattro tappa dal 12 al 15 agosto 2021 su un percorso di 573,1 km, con partenza e arrivo a Halden, in Norvegia. La vittoria fu appannaggio dell'olandese Annemiek van Vleuten, che completò il percorso in 14h46'31", alla media di 38,787 km/h, precedendo la sudafricana Ashleigh Moolman e la statunitense Kristen Faulkner.
Sul traguardo di Halden 95 cicliste, su 104 partite dalla medesima località, portarono a termine la competizione. 

## Tappe
| Tappa  | Data      | Percorso            | km    | Vincitore di tappa   | Leader cl. generale  |
| ------ | --------- | ------------------- | ----- | -------------------- | -------------------- |
| 1ª     | 12 agosto | Halden > Sarpsborg  | 141,5 | Kristen Faulkner     | Kristen Faulkner     |
| 2ª     | 13 agosto | Askim > Mysen       | 145   | Riejanne Markus      | Riejanne Markus      |
| 3ª     | 14 agosto | Drammen > Norefjell | 145   | Annemiek van Vleuten | Annemiek van Vleuten |
| 4ª     | 15 agosto | Drøbak > Halden     | 141,6 | Annemiek van Vleuten | Annemiek van Vleuten |
| Totale | Totale    | Totale              | 573,1 |                      |                      |

## Squadre e corridori partecipanti
| N.    | Cod. | Squadra                |
| ----- | ---- | ---------------------- |
| 1-6   | JVW  | Jumbo-Visma Women Team |
| 11-16 | FDJ  | FDJ Nouvelle-Aquitaine |
| 21-26 | MOV  | Movistar Team Women    |
| 31-36 | BEX  | Team BikeExchange      |
| 41-46 | ALE  | Alé BTC Ljubljana      |
| 51-56 | CSR  | Canyon-SRAM Racing     |
| 61-66 | DSM  | Team DSM               |
| 71-76 | SDW  | Team SD Worx           |
| 81-86 | TFS  | Trek-Segafredo         |

| N.      | Cod. | Squadra                  |
| ------- | ---- | ------------------------ |
| 91-96   | LIV  | Liv Racing               |
| 101-106 | NOR  | Selezione Norvegia       |
| 111-115 | HPU  | Team Coop-Hitec Products |
| 121-126 | DRP  | Drops-Le Col s/b TEMPUR. |
| 131-136 | CCT  | Bingoal Casino           |
| 141-146 | PHV  | Parkhotel Valkenburg     |
| 151-156 | PLP  | Plantur-Pura             |
| 161-166 | TIB  | Team Tibco-SVB           |
| 171-176 | VAL  | Valcar-Travel & Service  |

## Dettagli delle tappe

### 1ª tappa
- 12 agosto: Halden > Sarpsborg – 141,5 km

Risultati
| Pos. | Corridore        | Squadra | Tempo    |
| ---- | ---------------- | ------- | -------- |
| 1    | Kristen Faulkner | Tibco   | 3h38'15" |
| 2    | Susanne Andersen | DSM     | s.t.     |
| 3    | Alice Barnes     | Canyon  | s.t.     |

| Pos. | Corridore        | Squadra | Tempo    |
| ---- | ---------------- | ------- | -------- |
| 1    | Kristen Faulkner | Tibco   | 3h38'05" |
| 2    | Susanne Andersen | DSM     | a 4"     |
| 3    | Alice Barnes     | Canyon  | a 6"     |

### 2ª tappa
- 13 agosto: Askim > Mysen – 145 km

Risultati
| Pos. | Corridore       | Squadra | Tempo    |
| ---- | --------------- | ------- | -------- |
| 1    | Riejanne Markus | Jumbo   | 3h40'01" |
| 2    | Coryn Labecki   | DSM     | a 2"     |
| 3    | Alison Jackson  | Liv     | s.t.     |

| Pos. | Corridore        | Squadra | Tempo    |
| ---- | ---------------- | ------- | -------- |
| 1    | Riejanne Markus  | Jumbo   | 7h18'06" |
| 2    | Kristen Faulkner | Tibco   | a 2"     |
| 3    | Coryn Labecki    | DSM     | a 6"     |

### 3ª tappa
- 14 agosto: Drammen > Norefjell – 145 km

Risultati
| Pos. | Corridore            | Squadra  | Tempo    |
| ---- | -------------------- | -------- | -------- |
| 1    | Annemiek van Vleuten | Movistar | 3h52'17" |
| 2    | Ashleigh Moolman     | SD Worx  | a 35"    |
| 3    | Mavi García          | Alé      | a 41"    |

| Pos. | Corridore            | Squadra  | Tempo     |
| ---- | -------------------- | -------- | --------- |
| 1    | Annemiek van Vleuten | Movistar | 11h10'25" |
| 2    | Ashleigh Moolman     | SD Worx  | a 39"     |
| 3    | Mavi García          | Alé      | a 47"     |

### 4ª tappa
- 15 agosto: Drøbak > Halden – 141,6 km

Risultati
| Pos. | Corridore       | Squadra | Tempo    |
| ---- | --------------- | ------- | -------- |
| 1    | Chloe Hosking   | Trek    | 3h36'06" |
| 2    | Coryn Labecki   | DSM     | s.t.     |
| 3    | Chiara Consonni | Valcar  | s.t.     |

| Pos. | Corridore            | Squadra  | Tempo     |
| ---- | -------------------- | -------- | --------- |
| 1    | Annemiek van Vleuten | Movistar | 14h46'31" |
| 2    | Ashleigh Moolman     | SD Worx  | a 39"     |
| 3    | Kristen Faulkner     | Tibco    | a 50"     |

## Evoluzione delle classifiche
| Tappa              | Vincitore            | Classifica generale Maglia gialla | Classifica a punti Maglia verde | Classifica scalatrici Maglia rossa | Classifica giovani Maglia bianca | Classifica a squadre |
| ------------------ | -------------------- | --------------------------------- | ------------------------------- | ---------------------------------- | -------------------------------- | -------------------- |
| 1ª                 | Kristen Faulkner     | Kristen Faulkner                  | Kristen Faulkner                | Nina Buysman                       | Anna Shackley                    | Team DSM             |
| 2ª                 | Riejanne Markus      | Riejanne Markus                   | Kristen Faulkner                | Nina Buysman                       | Mischa Bredewold                 | Jumbo-Visma          |
| 3ª                 | Annemiek van Vleuten | Annemiek van Vleuten              | Kristen Faulkner                | Nina Buysman                       | Niamh Fisher-Black               | Alé BTC Ljubljana    |
| 4ª                 | Chloe Hosking        | Annemiek van Vleuten              | Alison Jackson                  | Nina Buysman                       | Niamh Fisher-Black               | Team SD Worx         |
| Classifiche finali | Classifiche finali   | Annemiek van Vleuten              | Alison Jackson                  | Nina Buysman                       | Niamh Fisher-Black               | Team SD Worx         |

## Classifiche finali

### Classifica generale - Maglia gialla
| Pos. | Corridore             | Squadra   | Tempo     |
| ---- | --------------------- | --------- | --------- |
| 1    | Annem. van Vleuten    | Movistar  | 14h46'31" |
| 2    | Ashleigh Moolman      | SD Worx   | a 39"     |
| 3    | Kristen Faulkner      | Tibco     | a 50"     |
| 4    | Marlen Reusser        | Alé       | a 54"     |
| 5    | Cecilie Uttrup Ludwig | FDJ       | a 58"     |
| 6    | Rachel Neylan         | Parkhotel | s 1'00"   |
| 7    | Riejanne Markus       | Jumbo     | a 1'13"   |
| 8    | Juliette Labous       | DSM       | a 1'22"   |
| 9    | Lucinda Brand         | Trek      | s.t.      |
| 10   | Yara Kastelinj        | Plantur   | a 1'24"   |

### Classifica a punti - Maglia verde
| Pos. | Corridore         | Squadra | Punti |
| ---- | ----------------- | ------- | ----- |
| 1    | Alison Jackson    | Liv     | 25    |
| 2    | Kristen Faulkner  | Tibco   | 24    |
| 3    | Riejanne Markus   | Jumbo   | 11    |
| 4    | Christine Majerus | SD Worx | 10    |
| 5    | Coryn Labecki     | DSM     | 10    |

### Classifica scalatrici - Maglia a pois
| Pos. | Corridore          | Squadra   | Punti |
| ---- | ------------------ | --------- | ----- |
| 1    | Nina Buysman       | Parkhotel | 15    |
| 2    | Julie Van De Velde | Jumbo     | 9     |
| 3    | Anna Christian     | Drops     | 6     |
| 4    | Rossella Ratto     | Bingoal   | 6     |
| 5    | Kristen Faulkner   | Tibco     | 5     |

### Classifica giovani - Maglia bianca
| Pos. | Corridore           | Squadra   | Tempo     |
| ---- | ------------------- | --------- | --------- |
| 1    | Niamh Fisher-Black  | SD Worx   | 14h47'58" |
| 2    | Anna Shackley       | SD Worx   | a 13"     |
| 3    | Shirin van Anrooij  | Trek      | a 1'56"   |
| 4    | Mischa Bredewold    | Parkhotel | a 2'07"   |
| 5    | Eleonora Gasparrini | Valcar    | a 3'36"   |

### Classifica a squadre
| Pos. | Squadra            | Tempo     |
| ---- | ------------------ | --------- |
| 1    | Team SD Worx       | 44h23'09" |
| 2    | Alé BTC Ljubljana  | a 1'32"   |
| 3    | Canyon-SRAM Racing | a 2'04"   |
| 4    | Team DSM           | a 4'33"   |
| 5    | Team BikeExchange  | a 8'23"   |